# Dumitru Mitu
Dumitru Mitu (* 13. Februar 1975 in Bukarest) ist ein ehemaliger rumänischer Fußballspieler, der den größten Teil seiner Karriere in Kroatien verbrachte.
Er absolvierte 244 Ligaspiele in der 1. HNL.

## Erfolge/Titel

### Verein
NK Osijek
- Kroatischer Pokalsieger: 1998/99

Dinamo Zagreb
- Kroatischer Meister (2): 2002/03, 2005/06
- Kroatischer Pokalsieger: 2003/04
- Kroatischer Supercup-Sieger (2): 2002, 2003

HNK Rijeka
- Kroatischer Pokalsieger: 2004/05